# فيشتيلبيرغ
بَلْدَة فِيشتِيلبِيرغٌ (بالأَلمانِيَّة: Gemeindefreies Fichtelberg) هي بَلدَة أَلمانِيَّة حُرَّة في مِنطَقَة بَايِرويت التَّابِعة لِمُحافظة فرانكُونيا العُليا في وِلاَية باڤارِيا في جُمهُوريَّة أَلمَانيَا الاِتّحاديّة بمِساحة تُقَدَّر بحَوالَي 21 كم2.